# Yoroa clypeoglandularis
Espèce
Yoroa clypeoglandularis est une espèce d'araignées aranéomorphes de la famille des Theridiidae.

## Distribution
Cette espèce est endémique de Papouasie-Nouvelle-Guinée. Elle se rencontre dans les provinces de Madang, de Morobe et nord (ou d'Oro).

## Description
Le mâle holotype mesure 1,23 mm et la femelle, décrite par Harvey et Waldock en 2000, 1,17 mm.

## Publication originale
- Baert, 1984 : Spiders (Araneae) from Papua New Guinea. IV. Ochyroceratidae, Telemidae, Hadrotarsidae and Mysmenidae. Indo-Malayan Zoology, vol. 2, p. 225-244.